# 卡罗尔·奥康纳

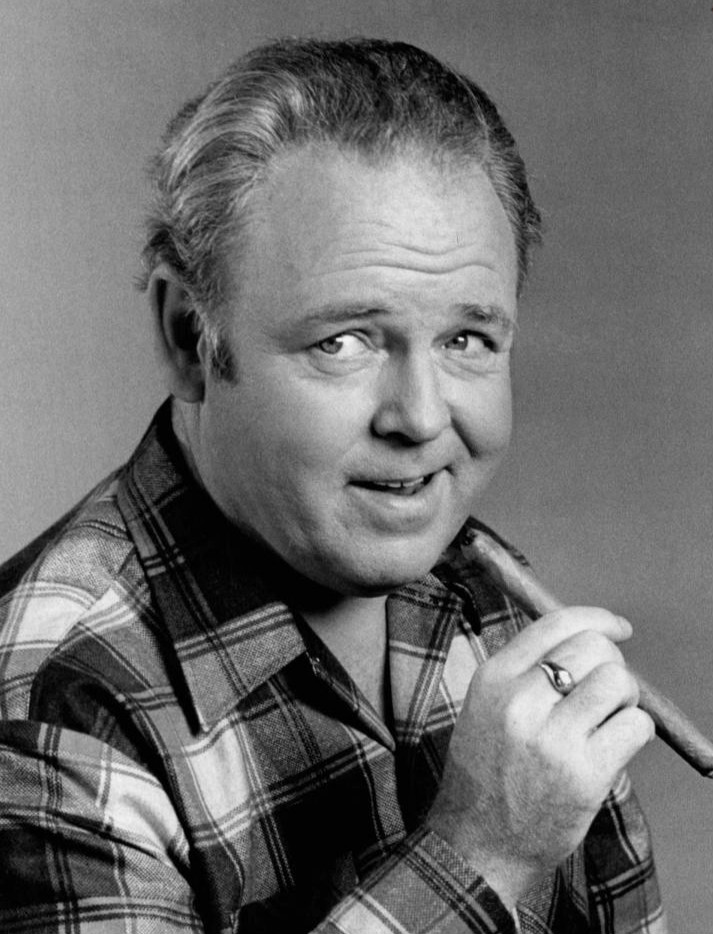
卡罗尔·奥康纳

约翰·卡罗尔·奥康纳（英語：John Carroll O'Connor；1924年8月2日—2001年6月21日）是一位美国演员。他因扮演CBS 电视情景喜剧一家子中的角色获得四项艾美奖。 他一共获得五次艾美奖和一次金球奖。2001年6月21日，奥康纳因糖尿病并发症引起的心脏病发作而去世，享年76岁。